# Potassic-ferro-ferri-sadanagaite
La potassic-ferro-ferri-sadanagaite (simbolo IMA: Pffsdg) è un minerale molto raro del supergruppo dell'anfibolo, all'interno del quale viene collocato nel "gruppo degli anfiboli con W(OH,F,Cl)-dominante" e da lì al sottogruppo degli anfiboli di calcio dove occupa un posto nel "gruppo contenente la radice sadanagaite nel nome"; essendo un anfibolo, appartiene agli inosilicati e pertanto alla famiglia minerale dei "silicati", e possiede composizione chimica KCa2(Fe2+3Fe3+2)(Si5Al3)O22(OH)2.
La potassic-ferro-ferri-sadanagaite è definita con:
- potassio coma catione dominante in posizione A
- ferro ferroso Fe2+ come catione dominante in posizione C2+
- ferro ferrico Fe3+ come catione dominante in posizione C3+
- anione ossidrile dominante in posizione W.

## Etimologia e storia
Il nome rimarca la composizione chimica: è una sadanagaite ricca di potassio e ferro ferrico (Fe3+).
Il minerale è stato scoperto sui monti Ilmen (nell'oblast' di Čeljabinsk, Russia) e approvato dall'Associazione Mineralogica Internazionale (IMA) con il nome di potassicferrisadanagaite.
Le analisi del minerale hanno appurato che contiene una quantità di ferro ferroso (Fe2+) superiore a quella di magnesio e quindi, in base alla definizione del gruppo della sadanagaite data nella revisione della nomenclatura degli anfiboli del 2012, il nome è stato cambiato in potassic-ferro-ferri-sadanagaite.

## Classificazione
La classica nona edizione della sistematica dei minerali di Strunz, aggiornata dall'Associazione Mineralogica Internazionale (IMA) fino al 2009, elenca la potassic-ferro-ferri-sadanagaite come potassic-ferrisadanagaite e la colloca nella classe "9. Silicati (germanati)" e da lì nella sottoclasse "9.D Inosilicati"; questa viene suddivisa più finemente in base alla struttura del minerale, in modo tale che la potassic-ferro-ferri-sadanagaite possa essere trovata nella sezione "9.DE Inosilicati con catene doppie di periodo 2, Si4O11; clinoanfiboli" dove forma il sistema nº 9.DE.10.
Tale classificazione viene in piccola parte rivista nell'edizione successiva, proseguita dal database "mindat.org" e chiamata Classificazione Strunz-mindat, dove la potassic-ferro-ferri-sadanagaite occupa i medesimi classe, sottoclasse e sezione della nona edizione, per poi venire smistata nel sistema nº 9.DE.15.
Nella Sistematica dei lapis (Lapis-Systematik) di Stefan Weiß la potassic-ferro-ferri-sadanagaite si trova nella classe dei "silicati" e nella sottoclasse degli "inosilicati"; qui si trova nella sezione riservata ai minerali con struttura "[Si4O11] a due bande 6-; gruppo degli anfiboli; Ca2-anfiboli" dove forma il sistema nº VIII/F.10.
Anche la classificazione dei minerali secondo Dana, usata principalmente nel mondo anglosassone, elenca la potassic-ferro-ferri-sadanagaite nella famiglia dei "silicati", qui è nella classe degli "inosilicati: catene doppie non ramificate, W=2" e nella sottoclasse degli "inosilicati: catene doppie non ramificate, configurazione anfibolo W=2" dove forma il "gruppo 2, Anfiboli di calcio" con il sistema nº 66.01.03a.

## Abito cristallino
La potassic-ferro-ferri-sadanagaite cristallizza nel sistema monoclino nel gruppo spaziale C2/m (gruppo n 12) con i parametri reticolari a = 9,9309(1) Å, b = 18,0949(3) Å, c = 5,3681(1) Å e β = 105,19°, oltre ad avere 2 unità di formula per cella unitaria.

## Origine e giacitura
La potassic-ferro-ferri-sadanagaite è stata trovata come costituente di alcune rocce: sienite alcalina e, più raramente, nefelina sienitica associata a plagioclasio, feldspato alcalino pertitico e criptopertitico, nefelina e quantità minori di grossularia-andradite, apatite, titanite e allanite.
La potassic-ferro-ferri-sadanagaite è molto rara ed è stata trovata solo nella sua località tipo, la riserva naturale di Ilmen (nell'oblast' di Čeljabinsk, Russia); il complesso alcalino di "Puesto la Peña" (nel dipartimento di Las Heras, Argentina); nella Placca sudamericana.

## Forma in cui si presenta in natura
La potassic-ferro-ferri-sadanagaite è stata scoperta sotto forma di fini grani prismatici e pinacoidali e, quando sono di dimensione maggiore (da 0,3 a 2 cm), come cristalli pecilitici di colore nero; il colore dello striscio è grigio-verdastro e la lucentezza del minerale è vitrea.